# Reserva natural Sierra del Tigre
La reserva natural Sierra del Tigre es un área natural protegida ubicada en el partido de Tandil, provincia de Buenos Aires, Argentina.

Fue creada en 1973. Se encuentra a seis kilómetros de la ciudad de Tandil, rodeada de las sierras del sistema de Tandilia; la altura máxima es el cerro Venado de 389 m. Tiene una superficie de 150 hectáreas, con una zona de aproximadamente 22 hectáreas en donde se encuentra la Estación Biológica, lugar donde se realiza la cría de especies con fin de repoblar la reserva, y el Centro de Interpretación, donde los visitantes pueden acceder a información relacionada con la actividad de la reserva.
Como era una zona de canteras, además de cavas se pueden ver antiguas viviendas y senderos construidos con piedras por los picapedreros.
El geógrafo Huberto Cuevas Acevedo fue el promotor para que la reserva fuera un hecho, a través de la formación de la «Agrupación Amigos de la Reserva Natural de la Sierra del Tigre», creada el 30 de octubre de 1972.

## Biodiversidad
En la reserva la mayoría de los animales andan sueltos, como los guanacos y las llamas. 
También se pueden ver algunos individuos de otras especies como el puma, ciervo axis, el zorro gris, el gato montés, el jabalí y la liebre europea. Además habita una especie de anfibio del género Melanophryniscus, el marí marí. En la flora se encuentran, entre otras especies, álamos, pinos, retamas españolas, chilcas, y hierbas como la menta, la carqueja y el romerillo.

## Recorrido
La reserva se puede recorrer a pie, a caballo, en vehículo particular o en excursiones en minibús. El paseo completo por el sendero consolidado que rodea a la reserva tiene tres kilómetros y medio de extensión.